# Jeffrey Monforton
Jeffrey Marc Monforton, né le 5 mai 1963 à Détroit au Michigan, est un prélat américain, évêque de Steubenville depuis le 3 juillet 2012.

## Formation
Jeffrey Monforton naît à Détroit, fils de Marc Louis et Virginia Rose (née Ackerman) Monforton, aîné de quatre fils. Il suit d'abord sa scolarité à la Tinkham Elementary School de Westland, puis à John la Marshall Junior High School et à la Wayne Memorial High School de Wayne. Il étudie la philosophie à la Wayne State University avant d'entrer au Sacred Heart Major Seminary de Détroit. Il continue sa formation a la prêtrise à Rome au collège pontifical nord-américain, puis à l'Université pontificale grégorienne, où il obtient un Bachelor of Arts, puis une licence et un doctorat en sacrée théologie. Il est ordonné prêtre pour l'archidiocèse de Détroit par le cardinal Adam Joseph Maida à la cathédrale du Très-Saint-Sacrement de Détroit le 25 juin 1994,.

## Prêtre
Après son ordination, il sert comme vicaire et enseigne le catéchisme à l'école secondaire paroissiale du sanctuaire Petite-Fleur de Royal Oak (1994-1996). Il est secrétaire personnel du cardinal Maida de 1998 à 2005, et enseigne au Sacred Heart Seminary (2002-2005). Benoît XVI le nomme chapelain de Sa Sainteté, en 2005. Monforton sert comme curé de la paroisse Sainte-Thérèse-de-Lisieux de Shelby (2005-2006), puis comme recteur du Sacred Heart Seminary (2006-2012). De mai à juillet 2012, il est curé de la paroisse Saint-André de Rochester. Il fait partie du comité des trustees (fiduciaires) 
de la Madonna University en 2006. Il est visiteur apostolique de la Congrégation pour l'éducation catholique pour inspecter les séminaires et les maisons de formation des États-Unis pendant l'année académique 2005-2006.

## Évêque de Steubenville
Monforton est nommé évêque de Steubenville par Benoît XVI le 3 juillet 2012. Il est consacré le 10 septembre 2012 par Mgr Schnurr, archevêque de Cincinnati,. En 2013, il annonce que pour des raisons financières une nouvelle cathédrale ne sera pas construite, mais plutôt que la cathédrale actuelle sera rénovée.

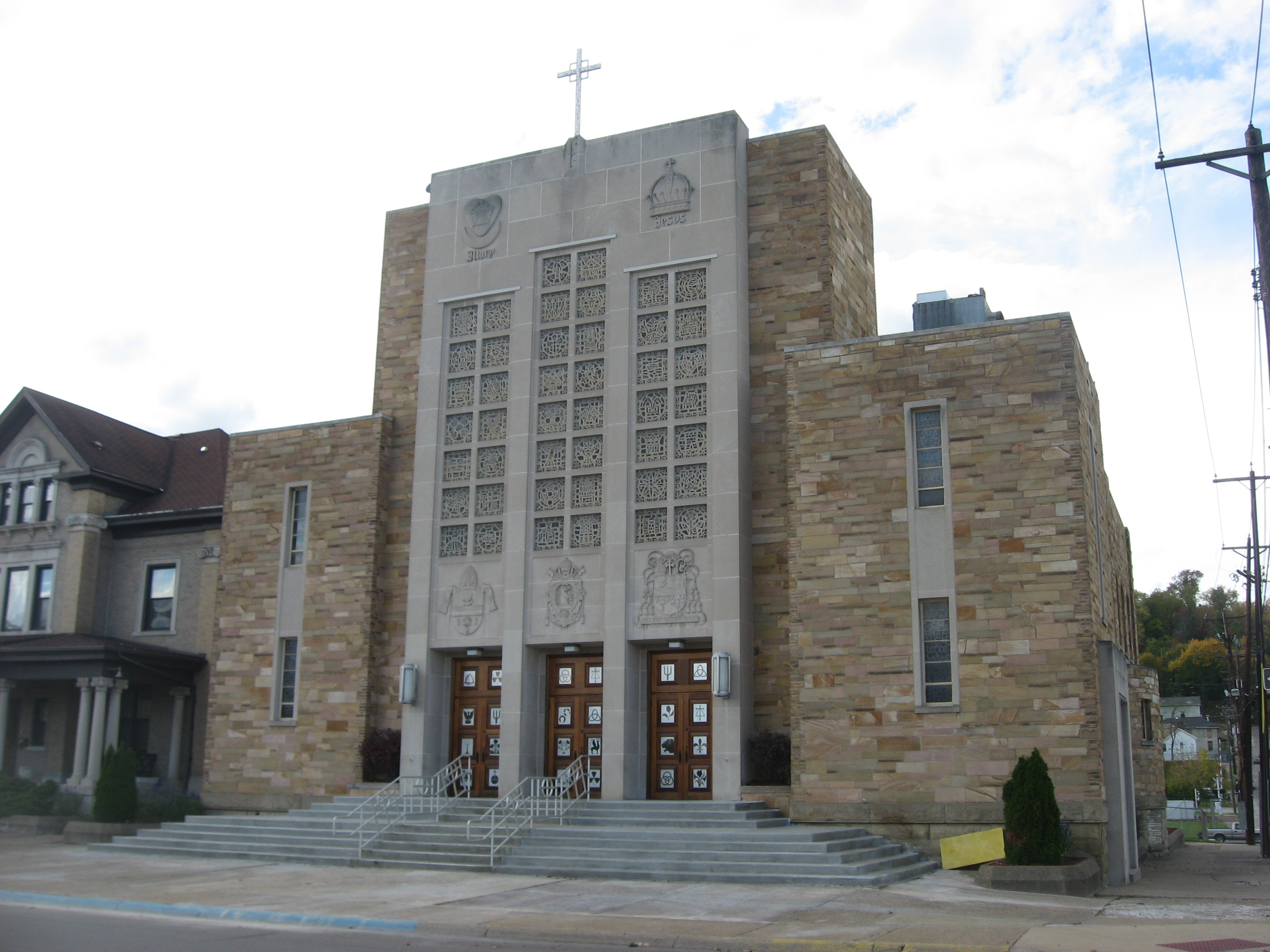
La cathédrale du Saint-Nom de Steubenville, où Monforton siège.

## Décorations
- Ordre équestre du Saint-Sépulcre de Jérusalem

| Chevalier de l'ordre équestre du Saint-Sépulcre de Jérusalem |